# Fatsia polycarpa
Fatsia polycarpa är en araliaväxtart som beskrevs av Bunzo Hayata. Fatsia polycarpa ingår i släktet Fatsia och familjen Araliaceae. Inga underarter finns listade.